# 36 Dywizja Piechoty (II RP)
36 Dywizja Piechoty (36 DP) – rezerwowa wielka jednostka piechoty Wojska Polskiego II RP.
W czasie kampanii wrześniowej dywizja walczyła w składzie Armii „Prusy”. Jej  dwa pułki piechoty bez artylerii, zostały skoncentrowane w rejonie Końskich; od 5 września walczyła z XV Korpusem Armijnym. Została rozbita w lasach na południe od Szydłowca. Jej 164 pułk piechoty został zatrzymany na Wiśle i wszedł w skład Grupy „Sandomierz”. I i III dyon 40 pal skierowano do 24 DP, II dyon dołączył do Grupy „Dubno”.

## Formowanie dywizji
Rezerwowa 36 Dywizja Piechoty nie występowała w organizacji pokojowej Wojska Polskiego. Została zmobilizowana częściowo w mobilizacji alarmowej, a częściowo w mobilizacji powszechnej, na terenie Okręgu Korpusu Nr VI i X przez Brygadę KOP „Podole” oraz oddziały 11, 22 i 24 DP, a także 4 pułk saperów.
Mobilizacja dywizji odbywała się w dwóch rzutach: pierwszy rzut w mobilizacji alarmowej od 27 sierpnia i drugi rzut w mobilizacji powszechnej od 31 sierpnia 1939. Kwaterę główną dywizji, dowództwo 163 pułku piechoty, I i II batalion tegoż pułku mobilizował batalion KOP „Czortków”. III batalion 163 pp mobilizował batalion KOP „Borszczów”. batalion KOP „Kopyczyńce” zmobilizował III batalion 165 pułku piechoty. Dywizjon artylerii lekkiej KOP „Czortków" mobilizował I dywizjon artylerii lekkiej 40 pułku artylerii lekkiej. Kawalerię dywizyjną tworzył zmobilizowany szwadron kawalerii KOP „Czortków”.

## Walki w kampanii wrześniowej
W pierwszych dniach września 36 DP (rez.) pod dowództwem płk. Bolesława Ostrowskiego koncentrowała się w rejonie Szydłowca w ramach południowego zgrupowania Armii „Prusy” gen. Stefana Dąba-Biernackiego. W rejon Szydłowca dotarło faktycznie dowództwo dywizji, 163 pp, 165 pp bez III bp, kompania łączności i kawaleria dywizyjna. Nie dołączyły: 164 pp, III/165 pp, I i III dyon 40 pal i 46 batalion saperów.
4 września 163 pułk piechoty dotarł w rejon lasu „Kazanów”, poprzedzony plutonem kolarzy, który przeprowadził rozpoznanie na osi Końskie – Przedbórz. Do wieczora 4 września 36 Dywizja Piechoty zajęła stanowiska obronne nad rzeką Czarną. I batalion 165 pp obsadził odcinek Sielpia – Wiosna.
- 1 kompania zajęła stanowiska obronne na skraju lasu wzdłuż zbiornika wodnego na odcinku od szosy w Sielpi w kierunku miejscowości Piekło.
- 2 kompania obsadziła odcinek obrony wzdłuż rzeki Czarnej na prawo od szosy w Sielpi do miejscowości Wiosna.
- 3 kompania znalazła się w odwodzie zajmując skraj lasu frontem na szosę Gatniki – Wincentów.

II batalion jako odwód dywizji znalazł się w lesie w rejonie Wincentów – Niebo. Miejsce postoju dowództwa batalionu – Sielpia, gospodarstwo Bednarzów.
163 pułk piechoty objął I batalionem odcinek: Cieklińsko – Ruda Maleniecka
- 2 kompania wraz z dwoma plutonami ckm zajęła pozycje obronne z zadaniem osłony południowego skrzydła pułku i obrony przeprawy przez Czarną w miejscowości Cieklińsko.
- 3 kompania wzmocniona plutonem ckm i plutonem działek ppanc. miała bronić przeprawy przez Czarną w Rudzie Malenieckiej.
- 1 kompania znalazła się w lesie obok stanowiska dowodzenia batalionu i pełniła rolę odwodu.

II batalion obsadził swymi siłami odcinek wzdłuż rzeki Czarnej od Rudy Malenieckiej do Maleńca.
- 4 kompania zajęła folwark i miejscowość Dęba osłaniając w ten sposób prawe skrzydło pułku.
- 5 kompania jako odwód dywizji znalazła się w lesie Kazanów, zajęła później miejscowość Brody.
- 6 kompania ugrupowała się obronnie w Maleńcu.

W nocy z 4 na 5 września wysłano w rejon Żarnowa kawalerię dywizyjną w celu nawiązania łączności z 29 Dywizją Piechoty oraz dla zabezpieczenia tego kierunku. III batalion przygotowywał pozycje obronne na odcinku Modliszewice – Sierosławice – Kazanów. Poszczególne kompanie wzmocnione ckm zajęły pozycje:
- 7 kompania – Modliszewice
- 8 kompania – Sierosławice
- 9 kompania – Kazanów.

5 września w lesie w rejonie miejscowości Niebo sformowano batalion zbiorczy z napływających rozbitków z 7 Dywizji Piechoty rozbitej w okolicach Częstochowy. Były to drobne oddziały 25 i 27 pułku piechoty oraz batalionu Obrony Narodowej „Kłobuck”. Przybyła też w pełnym składzie I bateria 7 pułku artylerii lekkiej.

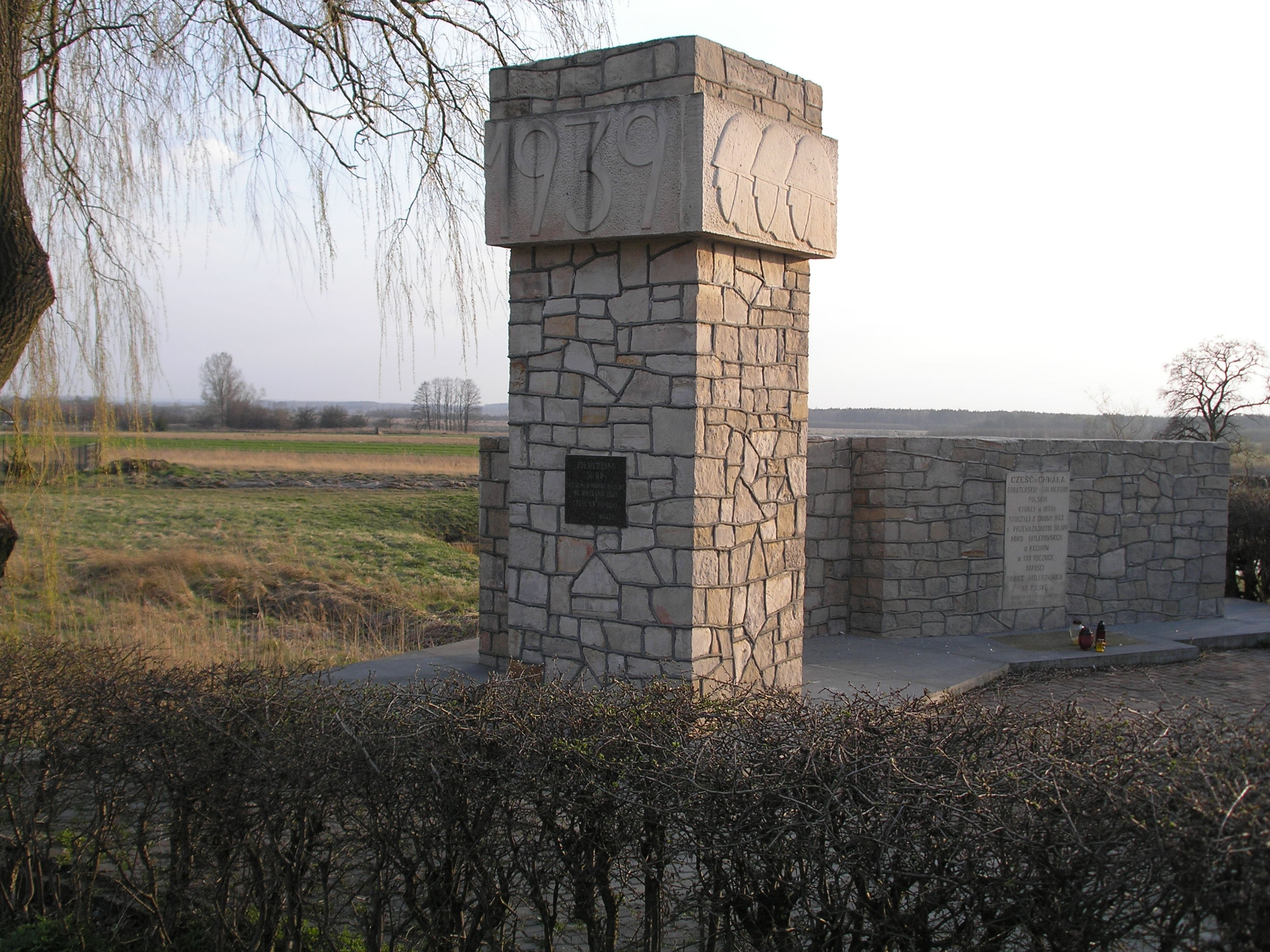
Pomnik w Kazanowie upamiętniający bitwę 36 dywizji piechoty w dniach 6-7 września 1939

Do 36 Dywizji Piechoty nie zdołały dołączyć:
- 164 pułk piechoty
- III batalion 165 pp
- 40 pułk artylerii lekkiej
- 36 kompania przeciwpancerna
- tabory

Zagrożenie atakiem na obszarze, w którym miała walczyć 36 Dywizja Piechoty, pojawiło się bardzo wcześnie.
Oddział rozpoznawczy 1 Dywizji Pancernej, już 2 września, po opanowaniu trzech mostów na Warcie, dotarł w rejon skrzyżowania koło miejscowości Orzechowo skąd wysłał patrole. Jeden z nich pojawił się tego dnia około godziny 18 w Przedborzu, uchwycił most na Pilicy i ostrzelał miasto. Z garnizonu w Kielcach wysłano pluton piechoty wyposażony w karabiny ppanc., który wyparł Niemców z miasta. Przed południem 3 września Przedbórz zaatakowała zmotoryzowana kompania piechoty 1 Dywizji Pancernej wraz z czołgami, zmuszając Polaków do wycofania się. Nieprzyjaciel po ataku wycofał się na lewobrzeżne przedmieście i w nocy powrócił do swej dywizji, która kierowała się już na Piotrków. Przed świtem 4 września Przedbórz obsadziła 5 kompania 76 pp 29 Dywizji Piechoty. Po południu 5 września oddziały 46 Dywizji Piechoty Wehrmachtu wsparte 101 pułkiem piechoty i 14 pułkiem artylerii z 14 Dywizji Piechoty, uderzyły z marszu na miasto wypierając z niego 5 kompanię, która poniosła duże straty. W tym samym czasie dowództwo 10 Armii skierowało do Przedborza 1 Dywizję Lekką stanowiącą odwód armii, aby przyśpieszyć działania wzdłuż osi Przedbórz–Końskie–Radom. 6 września po południu do lasów koło Przedborza dotarł 23 pułk Ułanów Grodzieńskich wraz z 2 baterią 3 dywizjonu artylerii konnej ze składu Wileńskiej Brygady Kawalerii. Dowódca pułku ppłk dypl. Miłkowski, po rozpoznaniu sił przeciwnika zamierzał zdobyć miasto atakiem z zaskoczenia. W czasie przygotowania do ataku nadszedł jednak radiogram nakazujący powrót do brygady, która miała w tym czasie przemieszczać się do Niewierszyna. Pułk zgodnie z rozkazem wyruszył we wskazany rejon i dotarł tam 7 września.
6 września rano 1 Dywizja Lekka przekroczyła w Przedborzu Pilicę i działając z rejonu Czermna dotarła ok. godziny 20 pod pozycje I batalionu 163 pp w Rudzie Malenieckiej, próbując z marszu zdobyć przeprawę. 3 kompania wraz z plutonem kolarzy wyparła Niemców z Rudy Malenieckiej i przeszła na wschodni brzeg rzeki, wysadzając most i tamy stawów. Tego samego dnia przed południem na linii Sielpia - Piekło, żołnierze I batalionu 165 pp odparli niemiecki podjazd czołgów z 3 Dywizji Lekkiej, który zawrócił w stronę Mniowa.
6 września wieczorem zarządzono odwrót dywizji w rejon Skarżyska, gdyż zaistniała realna groźba oskrzydlenia dywizji przez Niemców. Na prawym skrzydle 19 i 29 Dywizje Piechoty północnego zgrupowania Armii Prusy zostały rozbite i ich resztki znajdowały się w odwrocie. Trzy bataliony, niekompletnej jeszcze 3 Dywizji Piechoty, stanowiące przedłużenie lewego skrzydła 36 Dywizji Piechoty, walczące w rejonie Krasna – Luta – Samsonów z nacierającą 3 Dywizją Lekką, po ciężkich walkach wycofywały się w kierunku Skarżyska. Dowództwo 36 Dywizji Piechoty podjęło decyzję, aby rozpocząć odwrót dopiero w nocy z 7 na 8 września, natomiast 7 września bronić się na pozycjach wokół Końskich.
Rankiem 7 września 163 pułk piechoty obsadził II batalionem odcinek Modliszewice – Sierosławice, a batalionem III Kazanów. I batalion jako odwód znalazł się w lesie „Karolinów”. I batalion 165 pułku piechoty zajął pozycje na skraju lasu pod Rogowem, a II batalion 165 pułku piechoty w rejonie Koziej Woli. Batalion zbiorczy z 7 Dywizji Piechoty obsadził stanowiska na skraju lasu pod Piłą, a I bateria 7 pal w centrum ugrupowania. Kawaleria dywizyjna stanowiła ubezpieczenie w rejonie Baryczy. Około południa po przygotowaniu artyleryjskim ruszył atak Niemców na pozycje 36 Dywizji Piechoty. Podczas zaciętych walk płonący Kazanów kilkakrotnie przechodził z rąk do rąk. Ostatecznie kontratak na bagnety odwodowego I batalionu 163 pułku piechoty wyrzucił wroga ze wsi. W czasie, kiedy toczyła się walka na przedpolach Końskich pod Rogowem i Baryczą pojawiły się patrole motocyklistów Wehrmachtu. I batalion 165 pułku piechoty stanowiący straż boczną dywizji w tym rejonie, rozbił te wysunięte oddziały niemieckie.
Po bitwie pobieżne obliczenia wykazały, że I i III batalion 163 pułku piechoty straciły ok. 30-40 procent żołnierzy zabitych, rannych i zaginionych.
Po zmroku dywizja rozpoczęła odwrót podzielona na dwie kolumny. Główna poszła na Furmanów – Hutę – Barak, a boczna skierowała się na Kozią Wolę – Majdów – Skarżysko Książęce.
Dowódca dywizji pułkownik Ostrowski idąc na czele polskiego zgrupowania wraz ze sztabem, kompanią sztabową i łączności oraz z kawalerią dywizyjną, przekroczył o świcie 8 września szosę Skarżysko – Szydłowiec. W leśniczówce w lesie Bór pomiędzy miejscowościami Barak i Skarżysko-Książęce ulokował sztab dywizji ubezpieczając miejsce swego postoju od południa kompanią sztabową, a od północy kawalerią dywizyjną. Zamierzał podjąć próbę utrzymania tego odcinka szosy do czasu nadejścia reszty dywizji.
W tym samym czasie oddziały 2 Dywizji Lekkiej po opanowaniu Skarżyska ruszyły przez Odrowąż na Niekłań, rozbijając po drodze II batalion 165 pułku piechoty, stanowiący ubezpieczenie cofającej się dywizji, z batalionu ocalała tylko 6 kompania. Natomiast batalion zbiorczy z 7 Dywizji Piechoty zaskoczony przez czołgi w rejonie Piły zdołał wycofać się do lasu.
8 września około godziny 12 niemieckie oddziały zmotoryzowane, wyjeżdżające ze Skarżyska w stronę Szydłowca uderzyły na zgrupowanie pułkownika Ostrowskiego. Uderzenie przejęła jako pierwsza kompania sztabowa.
Główna kolumna maszerujących pułków 36 Dywizji Piechoty znajdowała się jeszcze daleko na zachód-pod miejscowością Antoniów i nie mogła przyjść z pomocą obrońcom. W obliczu przewagi nieprzyjaciela, polskie oddziały musiały wycofać się do miejscowości Barak, gdzie broniły się jeszcze do godziny 14. Na skutek ciągłych ataków Niemców i szczupłości sił polskich, pułkownik Ostrowski wydał rozkaz odesłania taborów i kompanii łączności do Iłży. Natomiast sam z pozostałymi siłami wycofał się przez Szydłowiec – Wierzbicę – Skaryszew w kierunku Kozienic. Kawaleria dywizyjna zmuszona do odwrotu, odeszła przez Wierzbicę – Pionki i wraz z resztkami kawalerii dywizyjnej 12 Dywizji Piechoty, rozbitej po bitwie pod Iłżą, przekroczyła Wisłę pod miejscowością Regów Stary.
Następnie szwadron kawalerii dywizyjnej 36 Dywizji Piechoty został włączony do 4 pułku Ułanów Zaniemeńskich podczas odtwarzania tego pułku i walczył w jego składzie do 24 września.
Dowódca 163 pułku piechoty pułkownik Nakoniecznikoff na wieść o odcięciu dowództwa dywizji od głównych sił i po zorientowaniu się w ogólnej sytuacji, przejął dowodzenie nad całością dywizji. Oddziały 36 Dywizja Piechoty około godziny 16.00 po dojściu do szosy Skarżysko-Szydłowiec, po której odbywał się już ruch oddziałów 2 Dywizji Lekkiej, ruszyły do natarcia. I batalion 163 pp miał nacierać w kierunku leśniczówki Barak i dalej na wschód. Zadaniem II batalionu 163 pp jako prawoskrzydłowego było zlikwidowanie nieprzyjaciela na szosie i obsadzenie południowego skraju lasu „Szydłowiec”. Pozostałe oddziały miały włączać się do walki w miarę nadchodzenia w rejon szosy.
Tuż przed rozpoczęciem bitwy szosą od strony Szydłowca nadciągnął pluton Niemców z działkiem ppanc. Dostał się on w polską zasadzkę i został doszczętnie zniszczony. Następnie ze Skarżyska Książęcego wyjechała kolumna pancerna i po przejechaniu mostu nad strumykiem dostała się w ogień polskich działek ppanc. i I baterii 7 pal.
W wyniku ostrzału 2 niemieckie czołgi stanęły w płomieniach, a załogi pozostałych opuściły pojazdy, nie mogąc wycofać się ani zjechać z grobli. Niebawem jednak polska bateria została przykryta salwami dział niemieckich i przestała strzelać, ponosząc duże straty. Podczas bitwy artyleria 2 Dywizji Lekkiej umieszczona była na Górze Pogorzelskiej nieopodal Skarżyska, prowadząc ogień kierowany przez samolot obserwacyjny.
W tym czasie lewoskrzydłowy I batalion 163 pp, po ciężkim boju leśnym na bagnety i granaty opanował szosę. Na lewo od I batalionu prosto z marszu do ataku ruszył I batalion 165 pp razem z 6 kompanią ocalałą z II batalionu tego pułku. Opanowały one odcinek szosy w rejonie Barak–Wola Korzeniowa. Następnie włączyły się do walki oddziały zbiorczego batalionu 7 Dywizji Piechoty tj. 8 i 9 kompania oraz kompania przeciwpancerna (3 działka). Na końcu do natarcia ruszył III batalion 163 pp.
Po zmroku Niemcy zaprzestali ataków, a oddziałom polskim udało się przekroczyć szosę. Straty niemieckie wyniosły 7 oficerów i około 80 żołnierzy. Po bitwie, podczas postoju w lesie Bór okazało się, że dywizja straciła 2/3 stanu wyjściowego. Z zebranych żołnierzy utworzono 2 pułki po 2 słabe bataliony. Ostatnie 3 działa i broń ciężką zniszczono z powodu braku amunicji.
O zmroku zgrupowanie ppłk. Nakoniecznikoffa przeszło do wschodniej części lasu Bór i odrywając się od nieprzyjaciela udało się na wschód w kierunku wsi Kierz Niedźwiedzi-Zbijów-Trębowiec, a część w stronę Wierzbicy. Ogólnie oba pułki kierowały się w stronę dochodzących odgłosów bitwy, czyli w kierunku Iłży. 9 września wieczorem resztki 36 Dywizji Piechoty dotarły w okolice Iłży jednak oddziały 3 i 12 Dywizji Piechoty były już rozbite i znajdowały się w odwrocie w kierunku Wisły. Pułki 36 Dywizji Piechoty przechodząc przez lasy w rejonie Piotrowego Pola – w miejscu rozwiązania 12 Dywizji Piechoty, dozbroiły się korzystając z pozostawionej broni i amunicji i również ruszyły w stronę Wisły. Po dojściu do rzeki okazało się, że oddziały niemieckie opanowały jej zachodni brzeg. W tej sytuacji dowódcy podzielili pułki na małe grupy, które następnie miały przenikać na wschodni brzeg. Tym samym 36 Dywizja Piechoty przestała istnieć. Część żołnierzy, którym udało się przedostać za Wisłę zasiliła oddziały Armii Lublin.

## Obsada personalna Kwatery Głównej
Obsada personalna Kwatery Głównej 36 DP
- dowódca dywizji – płk piech. Bolesław Ostrowski
- dowódca piechoty dywizyjnej – wakat
- dowódca artylerii dywizyjnej – ppłk Bronisław Wiktor Piniecki
- oficer sztabu artylerii – kpt. art. Ignacy Horn
- dowódca saperów dywizyjnych – kpt. sap. Eugeniusz Krzemiński †1940 Charków[8]
- dowódca kawalerii dywizyjnej – rtm. Bronisław Riczka
- szef sztabu – ppłk dypl. piech. Ignacy Włostowski
- oficer operacyjny – kpt. dypl. Wojciech Borzobohaty
- pomocnik oficera operacyjnego – kpt. Władysław Fijałkowski
- oficer informacyjny – kpt. Czesław Hubicki
- dowódca łączności – mjr łączn. Ignacy Stanisław Skarżeński[a] †1940 Charków[10]
- szef służby duszpasterstwa katolickiego – ks. prob. Otton Kriesten
- kwatermistrz – mjr dypl. Stanisław Kramar
- zastępca – kpt. Ładysław Edmund Kuśmidrowicz
- szef służby intendentury – kpt. int. z wsw Józef Tarnawski
- szef służby zdrowia – mjr lek. dr Eugeniusz Pająk
- szef służby weterynaryjnej – mjr lek. wet. Władysław Zalewski
- dowódca taborów – kpt. Józef Gil

## Organizacja wojenna dywizji
Planowana organizacja wojenna rezerwowej 36 DP. W nawiasach podano nazwy jednostek mobilizujących.
- Kwatera Główna 36 Dywizji Piechoty
- kompania asystencyjna
- pluton łączności nr 47 (6 btelegr w Jarosławiu)
- pluton pieszy żandarmerii nr 47 (pluton żandarmerii KOP „Tarnopol”) – por. żand. Leonard Krzemieński[7]
- poczta polowa nr 17 (Dyrekcja OPiT we Lwowie, mob. w UPT Przemyśl)
- sąd polowy nr 63 (dowództwo Brygady KOP „Podole”)
- kompania gospodarcza KG 36 DP (dowództwo Brygady KOP „Podole”)

Piechota dywizyjna
- 163 pułk piechoty – ppłk piech. Przemysław Nakoniecznikoff-Klukowski (od 8 IX 1939 dowódca dywizji[7])
- 164 pułk piechoty – ppłk Stanisław Styrczula
- 165 pułk piechoty – ppłk Zygmunt Gromadzki

Artyleria dywizyjna
- 40 pułk artylerii lekkiej – ppłk Paweł Bielecki

Jednostki broni
- 46 batalion saperów – kpt. Eugeniusz Krzemiński
- szwadron kawalerii dywizyjnej nr 47 – rtm Bronisław Riczka (29 VI 1892 – † 23 IX 1939 pod Jacnią)
- kompania telefoniczna nr 47 (6 btelegr w Jarosławiu) – por. łącz. Mieczysław Ziemowit Rebajn
- pluton radio nr 47 (prtelegr w Warszawie)
- drużyna parkowa łączności nr 47 (6 btelegr w Jarosławiu)

Jednostki i zakłady służb
- dowództwo grupy marszowej służb typ II nr 31 (10 dtab w Radymnie)
  - kolumna taborowa parokonna nr 31
  - kolumna taborowa parokonna nr 32
  - kolumna taborowa parokonna nr 33
  - kolumna taborowa parokonna nr 34
- dowództwo grupy marszowej służb typ II nr 31 (10 dtab w Radymnie)
  - kolumna taborowa parokonna nr 35
  - kolumna taborowa parokonna nr 36
  - kolumna taborowa parokonna nr 37
  - kolumna taborowa parokonna nr 38
- warsztat taborowy (parokonny) nr 31 (10 dtab w Radymnie)